# Dolný Hričov
Dolný Hričov este o comună slovacă, aflată în districtul Žilina din regiunea Žilina, pe malul râului Váh. Localitatea se află la altitudinea de 316 m deasupra n.m., se întinde pe o suprafață de 12,45 km2 și în 2017 număra 1.610 locuitori.

## Istoric
Localitatea Dolný Hričov este atestată documentar din 1208.

## Demografie
| An:                | 1994 | 2004   | 2014   | 2024   |
| ------------------ | ---- | ------ | ------ | ------ |
| Număr de persoane: | 1404 | 1496   | 1548   | 1692   |
| Diferență:         |      | +6,55% | +3,47% | +9,30% |

| An:                | 2023 | 2024   |
| ------------------ | ---- | ------ |
| Număr de persoane: | 1673 | 1692   |
| Diferență:         |      | +1,13% |